# Mil·lenni IX aC
El mil·lenni IX aC és el període de la prehistòria que inclou els anys entre 9000 aC i 80001 aC.

## Esdeveniments
- Comença l'etapa Holocé del Neolític.
- Caçadors nòmades arriben a Anglaterra.
- Domesticació dels primers ovins i del porc.
- La població del món assoleix els 10 milions d'habitants.
- A Terra del Foc (Argentina-Xile) comencen els primers assentaments de caçadors i recol·lectors nòmades que venen del nord.
- A Iraq es domestica el xai i s'inicia l'agricultura encara que sense terrisseria (el que s'anomena neolític preceràmic)
- 9000 aC
  - Al continent americà finalitza el període paleoindi, durant el qual es caçaven animals que ja no existeixen, com ara mastodonts, megateris o milodonts.
  - La pampa sud-americana comença a poblar-se.
  - A la Cova de les Mans (Patagònia argentina) diversos adults avantpassats dels tehueltxes pinten animals a les parets.
  - Fi de diversos segles de l'Oscil·lació Allerod, de clima temperat paregut a l'actual. Comença una darrera onada de fred (Würm IV, entre el 9000 i el 8000 aC), molt més feble que les anteriors.
  - Comença el període arcaic (fins al 1500 aC): els éssers humans són caçadors, pescadors, recol·lectors i domestiquen animals.
  - Els amants d'Ain Sakhri, considerada la representació escultòrica més antiga coneguda de dues persones que tenen una relació sexual. Es desconeix el gènere d'ambdós individus, però es considera un símbol d'una relació tant heterosexual com homosexual.[1]
- 8800 aC: Entre Canadà i els Estats Units, possiblement explota un cometa (anomenat Clovis): genera els Grans Llacs i extingeix els grans mamífers del continent. A Nou Mèxic (sud dels Estats Units) s'extingeix la cultura Clovis, que caçava grans mamífers en aquesta zona des del 9050 aC.
- 8760 aC: A l'extrem sud de Xile comença la primera ocupació de la Cova de Fell.
- 8500 aC: Apareix a Tell es-Sultan una de les primeres protociutats del món.[2]

## Invents, descobriments, introduccions
- Mentre l'Europa Occidental i especialment l'Europa Nòrdica encara estan afectades per les seqüeles del desgel de les glaceres, Àsia (que es troba en un període preneolític) i principalment tot l'Orient Mitjà entren en la revolució neolítica: agricultura, ramaderia i terrisseria.
- Invenció de la xarxa de pescar.
- Invenció de l'arc i la sageta.
- Ceràmica primitiva al Japó i la Xina.
- A le muntanyes Zagros (de 1.500 metres, entre el Kurdistan iraquià i fins al golf Pèrsic) els pobladors són els primers humans que domestiquen animals.
- 9000 aC
  - A la zona des de Síria fins a Iraq comença la cultura neolítica. Els éssers humans aprenen a domesticar l'ovella.
- 8200 aC: unes sandàlies d'escorça vegetal trobades a Fort Rock, Oregon, podrien ser la mostra més antiga de calçat coneguda per ara.[3]